# ロンドン地下鉄C69・C77形電車
ロンドン地下鉄C69形電車(London Underground C69 Stock)は1969年にサークル線、ハマースミス&シティー線用として製造されたロンドン地下鉄の電車。ロンドン地下鉄の2種類ある車両寸法のうち、大きいほうの車両群に属する。本項ではディストリクト線エッジウェア・ロード - ウィンブルドン間用として製造された同形態のC77形電車について併せて述べる。

## 概要
C69形電車は、バーミンガムのメトロ・キャメル社(現アルストム)で、6両編成35編成が1969年から翌1970年にかけて製造され、サークル線、ハマースミス&シティー線に投入された。形式名の「C」は主要運用路線であるサークル線(Circle Line)の頭文字である。ディストリクト線には1978年からD78形電車が導入されたが、D78形が18m級の車体を採用し、エッジウェア・ロード駅 - ハイ・ストリート・ケンジントン駅間のホーム有効長を超過していたため、C69形と同じ先頭車16m、中間車15mの車体をもつC77形がこの区間用に製造された。
C69形とC77形の相違は前者の屋根が黒く塗装されていたのに対し、後者の屋根が白く塗られていた程度である。C69形とC77形はともにハマースミス車両基地に所属し、共通運用されている。1910年製造のC形電車と区別する必要がある場合以外はC69形、C77形を総称してC形電車と呼ぶことが多い。更新工事を経て2009年現在運用中だが、2013年から2016年にかけてS形電車に置き換えられる予定である。

## 外観
制御電動車と付随車の2両でユニットを組み、3ユニットで6両編成が構成される。制御電動車は車体長16m、付随車は15m、1両につき片側4か所の幅5フィート(約1,500mm)の両開き扉が設置されている。扉間には窓1枚があるが、すべて戸袋となっており、開閉する窓は無い。製造時はアルミ地肌の銀色だったが、更新時にロンドン地下鉄標準の赤青白の3色に塗装された。

## 内装
製造時はドア間に4人掛けボックスシートが通路を挟んだ両側に設けられていた。このボックスシートは仕切り板でドア部と区切られていた。この仕切りの通路状には大きな広告枠があった。

## 主要機器
制御電動車に電動発電機、蓄電池が、付随車に電動空気圧縮機が搭載されている。
冬季保温のため、車両中1つのドアだけを開閉する装置が設けられている。
ブレーキは駐車ブレーキ、保安ブレーキ、発電制動併用空気ブレーキの3重装備とされ、左手操作のワンハンドルマスコンで力行とともに制御されるが、日本の鉄道車両の様に横軸ではなく、縦軸で配置されている。

## 編成
制御電動車と付随車の2両1ユニット3組で6両編成が構成される。C69形の制御電動車には5501 - 5606、付随車には6501 - 6606、C77形制御電動車には5701 - 5733、付随車には6701 - 6733が付番され、下3けた同番号の車両でユニットを組む。6554-6556には集電用レールの凍結防止剤散布用防氷装置が取り付けられている。中間電動車はないため、1編成には3ケ所の運転台がある。ユニットの外側には電気連結器付密着連結器、ユニット間は棒状連結器が装備されている。サークル線での運用により片側の車輪だけが摩耗することを防ぐため、1日2本のサークル線の列車をタワー・ヒルからホワイト・チャペルに回送し、ホワイト・チャペルからハマースミス&シティー線の列車として運行することで車両の方向転換を行っている。方向転換により連結不能とならないよう、電気連結器の配列が工夫されている。
C69形のうち、5585号車は1976年3月のウェスト・ハム駅でのテロ事件で損傷したためC77形が同番号で代替新造され、5585-6585のユニットのみC69形、C77形の混結となった。
5606 - 6606には1974年に試作制御装置が搭載されてそのまま運用されていたが、部品確保が困難となったため1991年に運用を外れ、1993年に廃車されている。

## ワンマン化関連工事
ワンマン運転(One Person Operation、OPO)が1984年から行われ、関連機器が設置された。

## 更新工事
1987年11月のキングス・クロス駅火災事故を受けた防火強化を兼ねて、1990年から1994年にかけて更新工事を受けた。5585-6585のC69形、C77形混成ユニットが試作改造車に選定されている。更新工事の際座席は4人掛けのロングシート化され、通路を拡張するとともに仕切り板も撤去されたが、扉付近のスペースが狭くなった。更新工事に次項の自動放送装置が設置され、付随車に構内入換運転用簡易運転台が整備された。

## 自動放送装置
C形電車にはD78形電車と同様の自動放送装置が装備されている。C形電車とD78形電車が運用される各線では次のような放送が行われている。
"This is Bayswater. This is a Circle Line train, via High Street Kensington and Victoria."
"This is Goldhawk Road. This is a Hammersmith and City Line train to Barking."
"This is Wimbledon Park. This is a District Line train to Edgware Road"
2007年12月にセント・パンクラス駅の国際化とロンドン・オーバーグラウンド（英: London Overground）の路線再編に伴い放送内容が一部変更されたが、変更前と同じ女性の声優が起用されている。
この変更と同時に有名観光地などへの「最寄駅」を示す単語が「Alight」から「Exit」に変更されている。

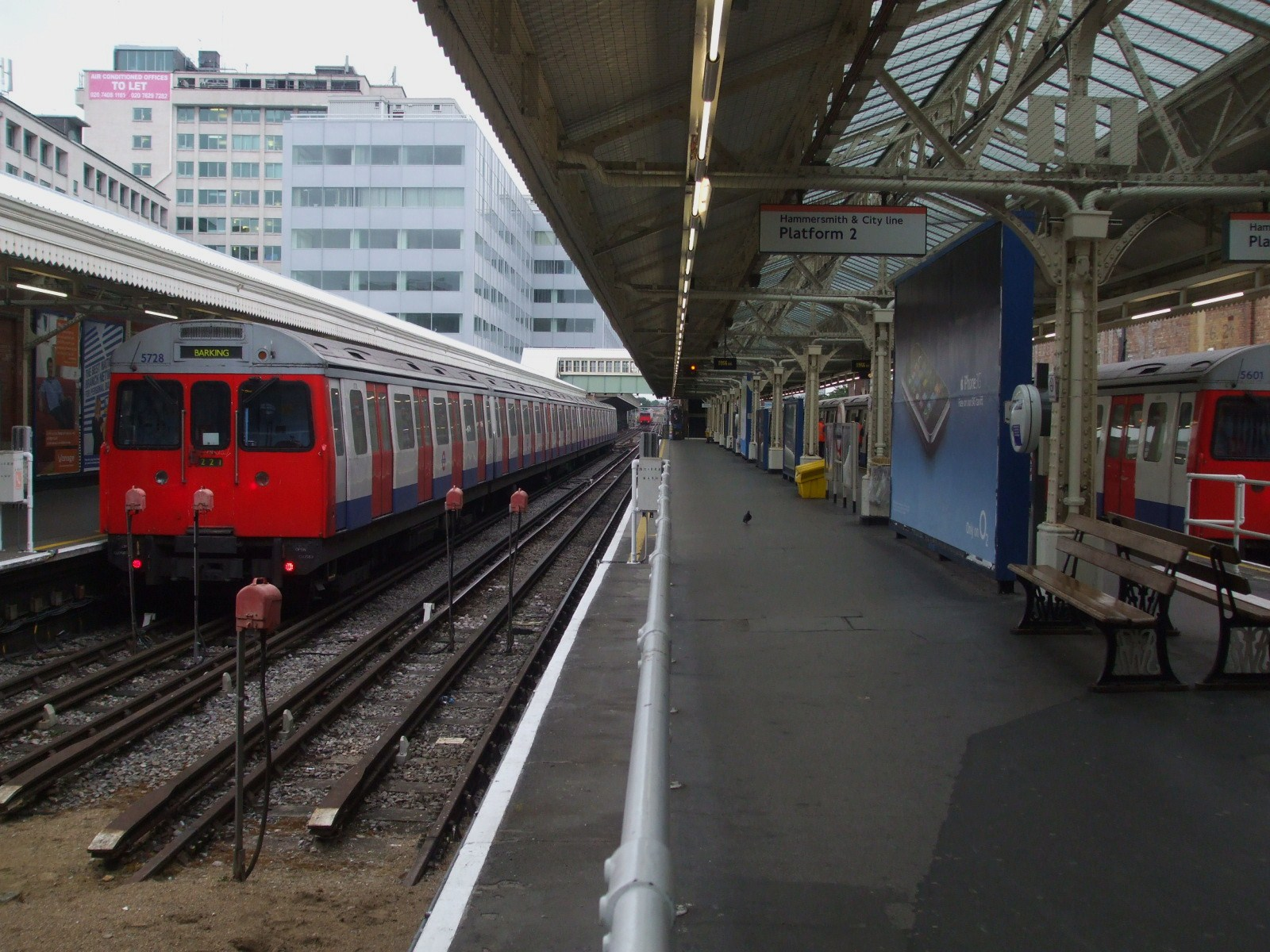
ハマースミス駅に停車中のC77形電車。2006年撮影

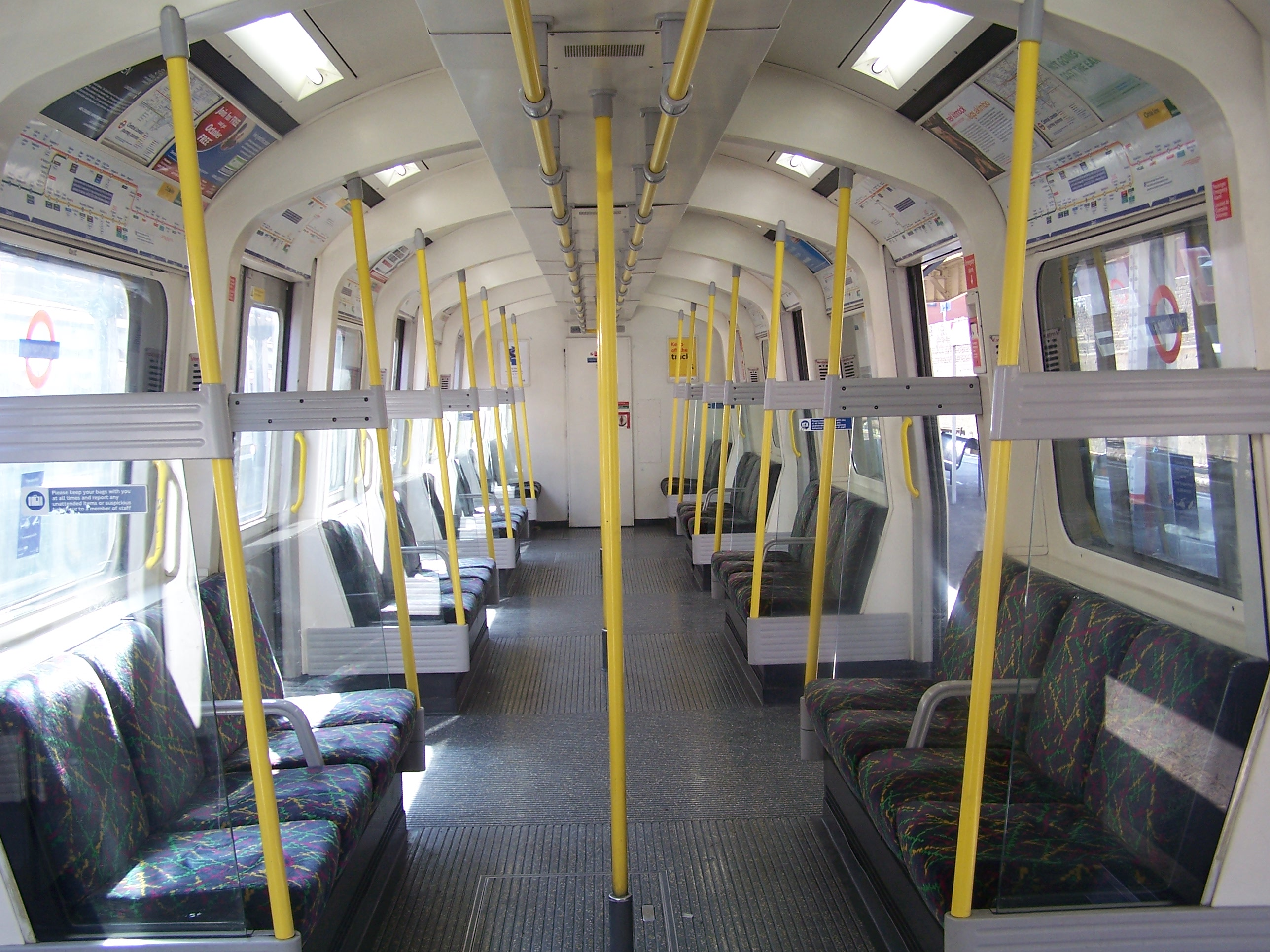
C77形電車の車内。2004年1月2日撮影

## 参考資料
- C Stock - District Line Photo Site
- C Stock - Tubeprune
- C'形電車の紹介 ロンドン交通局
- Squarewheels
- Dimensions